# Zeuctophlebia rufipalpis
Zeuctophlebia rufipalpis är en fjärilsart som beskrevs av W. Warren 1896. Zeuctophlebia rufipalpis ingår i släktet Zeuctophlebia och familjen mätare. Inga underarter finns listade i Catalogue of Life.